# Buxus ichangensis
Buxus ichangensis är en buxbomsväxtart som beskrevs av Sumihiko Hatusima. Buxus ichangensis ingår i släktet buxbomar, och familjen buxbomsväxter. Inga underarter finns listade i Catalogue of Life.